# بهجت باكولي
بهجت باكولي (بالألبانية: Behgjet Isa Pacolli‏) هو سياسي من كوسوفو، من مواليد 30 أغسطس1951 قرب بريشتينا. وهو رجل أعمال رك يوغوسلافيا في سن 17، يحمل الجنسية السويسرية. انتخب رئيسا لجمهورية كوسوفو في 22 فبراير 2011 في الجولة الثالثة من التصويت بأغلبية 62 صوتا من أصل 120 بفضل التحالف بين الحزب الديمقراطي لكوسوفو (PDK) لهاشم تاتشي، رئيس الوزراء، و حزب التحالف من أجل كوسوفو جديد (AKR) . 30 مارس 2011، أبطلت المحكمة الدستورية الانتخابات، مما أجبره على الاستقالة. في أبريل 2011، تم تعيينه كنائب رئيس الوزراء في حكومة هاشم تقي. وفقا لبيانه، فإنه من المحتمل أن يكون مرشحا لانتخابات 2012 الرئاسية.

## روابط خارجية
- بهجت باكولي على موقع مونزينجر (الألمانية)